# 千代縣廳口站

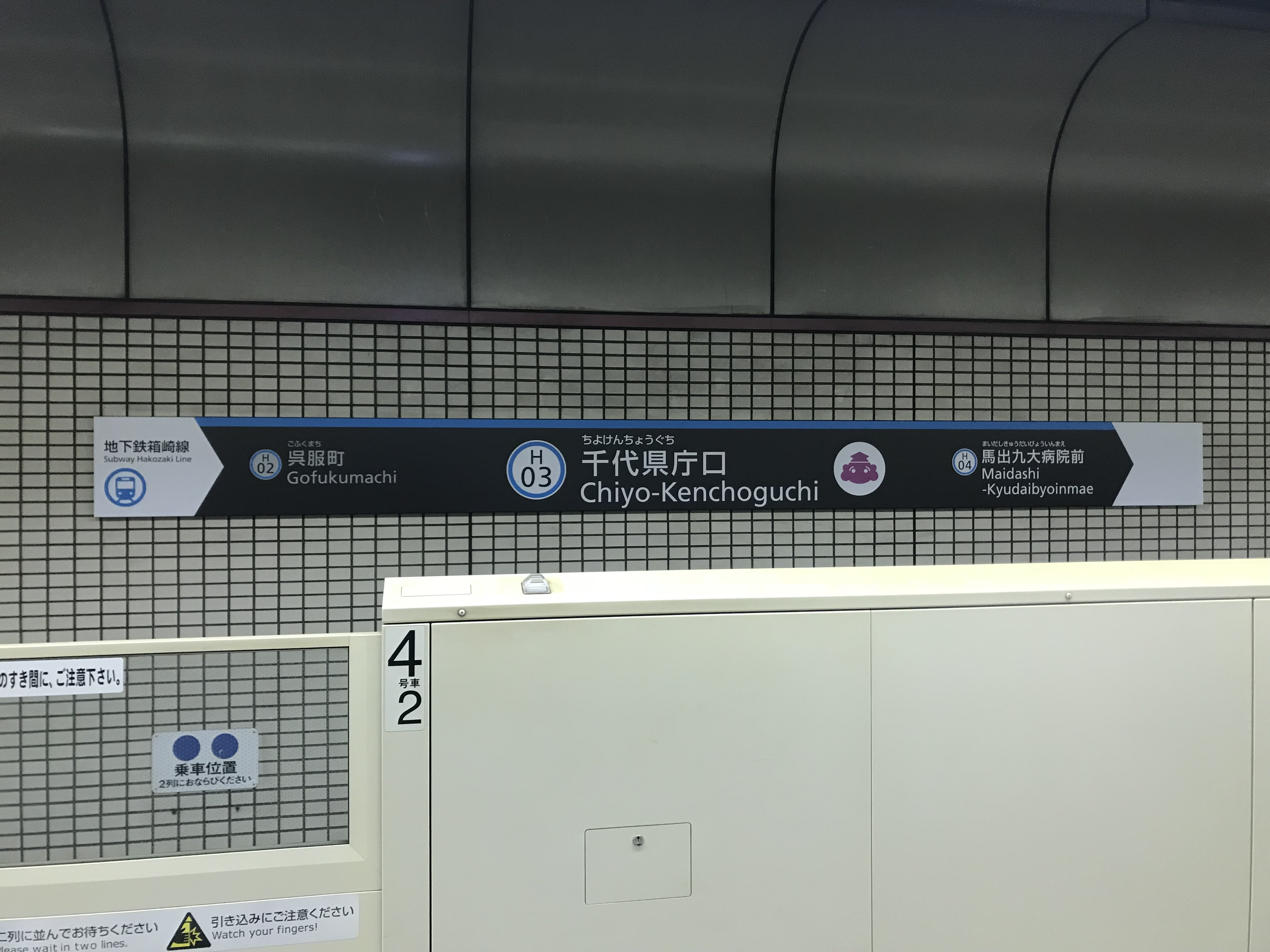
站名牌

千代縣廳口站（日语：／ Chiyo-kenchōguchi eki */?）是一個位於日本福岡縣福岡市博多區千代四丁目，屬於福岡市地下鐵箱崎線的鐵路車站。車站編號是H03。

## 歷史
- 1983年（昭和58年）9月12日 - 確定站名。
- 1984年（昭和59年）4月27日 - 2號線（現在的箱崎線）吳服町站－馬出九大醫院前站間延伸時開業。

## 車站構造
地下2層島式月台1面2線的地底車站。出入口由1至8號共設8個，當中4號出口設有扶手電梯直接連結蝴蝶24。另外8號出口設有升降機。設有有人的臨時閘口。

### 月台配置
| 月台 | 路線   | 目的地                         | 備註                               |
| ---- | ------ | ------------------------------ | ---------------------------------- |
| 1    | 箱崎線 | 箱崎宮前、貝塚方向             |                                    |
| 2    | 箱崎線 | 中洲川端、天神、西新、姪濱方向 | 博多、福岡機場方向可在中洲川端轉乘 |

## 利用狀況
2016年（平成28年）度的1日平均上車人次為4,271人。
近年的1日平均上車人次的推移如下表。
| 年度               | 1日平均 上車人次 |
| ------------------ | ---------------- |
| 2001年（平成13年） | 3,486            |
| 2002年（平成14年） | 3,399            |
| 2003年（平成15年） | 3,367            |
| 2004年（平成16年） | 3,129            |
| 2005年（平成17年） | 3,007            |
| 2006年（平成18年） | 3,080            |
| 2007年（平成19年） | 3,032            |
| 2008年（平成20年） | 3,187            |
| 2009年（平成21年） | 3,206            |
| 2010年（平成22年） | 3,361            |
| 2011年（平成23年） | 3,483            |
| 2012年（平成24年） | 3,599            |
| 2013年（平成25年） | 3,743            |
| 2014年（平成26年） | 3,911            |
| 2015年（平成27年） | 4,014            |
| 2016年（平成28年） | 4,271            |

## 相鄰車站
福岡市交通局（福岡市地下鐵）
 箱崎線
吳服町（H02）－千代縣廳口（H03）－馬出九大醫院前（H04）

## 外部連結
- 福岡市地下鐵 千代縣廳口站（页面存档备份，存于）（日語）